# Eagle River
Eagle River é uma cidade localizada no estado norte-americano de Wisconsin, no Condado de Vilas.

## Demografia
Segundo o censo norte-americano de 2000, a sua população era de 1443 habitantes.
Em 2006, foi estimada uma população de 1561, um aumento de 118 (8.2%).

## Geografia
De acordo com o United States Census Bureau tem uma área de
7,1 km², dos quais 6,6 km² cobertos por terra e 0,5 km² cobertos por água.

## Localidades na vizinhança
O diagrama seguinte representa as localidades num raio de 52 km ao redor de Eagle River.

## Moto de neve
Eagle River tem a maior competição de moto de neve do país, o World Championship Snowmobile Derby, realizado em janeiro cada ano. Por causa da competição, a cidade é conhecida como a capital do snowmobile.